# Dani Jarque
Daniel Jarque González (Barcelona, España; 1 de enero de 1983-Florencia, Italia; 8 de agosto de 2009), conocido como Dani Jarque, fue un futbolista español que se desempeñaba en la demarcación de defensa central. Desarrolló su carrera deportiva en el R. C. D. Espanyol, de la Primera División de España.

## Trayectoria
Empezó a jugar en el C. F. Ciutat Cooperativa de Sant Boi de Llobregat y a los 12 años pasó a formar parte de las categorías inferiores del R. C. D. Espanyol. El futbolista debutaría con el primer equipo el 20 de octubre de 2002, en un partido de liga ante el Recreativo de Huelva. Durante los siguientes dos años iría alternando el filial con el primer equipo.
No sería hasta la temporada 2004-2005, y de la mano de Miguel Ángel Lotina, cuando Jarque pasaría a tener ficha en la plantilla principal. Allí consiguió con el club perico su primer título como profesional, la Copa del Rey de 2006 que el club blanquiazul ganó ante el Real Zaragoza. En su carrera también llegó a disputar la final de la Copa de la UEFA, que perdió ante el Sevilla FC en la final que se disputó en Glasgow el 16 de mayo de 2007. El 18 de julio de 2009, el entrenador Mauricio Pochettino le otorgó el brazalete de capitán del RCD Espanyol. Falleció el 8 de agosto de 2009 por un infarto agudo de miocardio en la ciudad de Florencia en Italia.

## Fallecimiento
El 8 de agosto de 2009 Jarque se encontraba junto con el resto de jugadores del Espanyol realizando la pretemporada veraniega en Florencia, Italia. Ese día no se encontraba bien y rechazó salir a dar una vuelta turística por la ciudad en su rato libre como hicieron algunos de sus compañeros y tampoco acudió a cenar con el resto del equipo. Estando en el hotel donde se concentraba la plantilla del Espanyol, habló con su novia por teléfono móvil. Mientras mantenía una charla con su novia Jarque se desmayó. Esta rápidamente avisó a su compañero de cuarto en el hotel e íntimo amigo, Ferran Corominas, que acudió a la habitación junto al delegado del Español, José María Calzón, y el médico del equipo, Miguel Cervera, que se lo encontraron tendido inconsciente en el suelo y trataron de reanimarle. Aunque rápidamente llegó una ambulancia y se le trasladó a un hospital, los médicos no pudieron hacer nada por reanimarle y el futbolista perdió la vida.
Dani Jarque murió a causa de una asistolia en el Centro Técnico Federal de la FIGC en Coverciano, barrio de Florencia (Italia), el 8 de agosto de 2009.
La noticia de la muerte del futbolista causó una gran conmoción en el mundo del fútbol español, con el recuerdo aún reciente del fallecimiento de Antonio Puerta también por un infarto dos años antes. Por la capilla ardiente que se dispuso el 11 de agosto en el RCDE Stadium se personaron representantes de todos los equipos de primera y segunda división, así como distintas autoridades de la vida pública y política, además de 14 000 aficionados. En el Estadio Cornellà-El Prat existe la tradición de aplaudir durante el minuto 21 de cada partido en memoria del jugador, ya que este número era su dorsal en la última temporada que disputó.

## Homenajes póstumos
El 3 de junio de 2013 se disputó en el Estadio Cornellà-El Prat un partido en su honor organizado por su gran amigo Iniesta, con varios jugadores de varios equipos de la liga, entre ellos donde participan, entre otros, Raúl Tamudo, Iván de la Peña, Luis García, Sergio Sánchez, Kameni, Gorka Iraizoz, Javi Chica,  Callejón, Xavi Hernández, Sergio Busquets, Santi Cazorla, Juan Mata, Cesc Fábregas, Andrés Iniesta, David Silva, Diego Capel, Ferran Corominas que fue quien aviso al médico el día fatídico.
Desde mediados de abril de 2010, la puerta número 21 del estadio de Cornellá-El Prat pasó a denominarse oficialmente puerta Dani Jarque en su honor.
El 11 de julio de 2010, Andrés Iniesta, tras conseguir el gol de la victoria en la final del mundial de Sudáfrica 2010 (frente al equipo de Holanda), homenajeó a Dani Jarque mostrando una camiseta con el lema Dani Jarque siempre con nosotros. Tras el partido el jugador declaró muy emocionado que “no había podido hacer nada por él en toda la temporada y se lo merecía”.
En el primer aniversario de su muerte, su equipo se hizo con el Trofeo Ramón de Carranza, sus compañeros le dedicaron la victoria enfundándole al trofeo una camiseta con su fotografía.

El 21 de enero de 2012 se inauguró en la puerta 21 del estadio Cornellá-El Prat una estatua de bronce del excapitán del club perico,  inspirado en la memoria de Jarque.
Los hinchas periquitos en un emocionante acto, recuerdan y homenajean a puros aplausos a Dani Jarque en cada partido que juegan en el Estadio Cornellà-El Prat, cuando se cumplen 21 minutos de juego, su antiguo dorsal.
A raíz de su muerte, se inició una campaña de recogida de firmas, en la que participaron centenares de vecinos y vecinas de Sant Boi de Llobregat, para pedir al Ayuntamiento un cambio en el nombre del campo de fútbol municipal del barrio de Ciutat Cooperativa, donde Dani Jarque se inició en el mundo del fútbol. Los firmantes pedían que la instalación pasara a llamarse campo de fútbol municipal Dani Jarque-Ciutat Cooperativa. El pleno municipal lo aprobó por unanimidad. El verano del año 2011 se hizo el acto oficial de cambio de nombre del campo de fútbol con la presencia de los familiares de Dani Jarque, amigos, vecinos/as, el alcalde de Sant Boi, Jaume Bosch, y el presidente del RCD Espanyol, Daniel Sánchez-Llibre.

## Estadísticas

### Clubes
| Club | Div.          | Temporada     | Liga  | Liga  | Copas nacionales(1) | Copas nacionales(1) | Torneos internacionales(2) | Torneos internacionales(2) | Otros(3) | Otros(3) | Total | Total |
| Club | Div.          | Temporada     | Part. | Goles | Part.               | Goles               | Part.                      | Goles                      | Part.    | Goles    | Part. | Goles |
| --- | ------------- | ------------- | ----- | ----- | ------------------- | ------------------- | -------------------------- | -------------------------- | -------- | -------- | ----- | ----- |
| R. C. D. Espanyol "B" · España | 2.ª B         | 2000-01       | 6     | 0     | —                   | —                   | —                          | —                          | 2        | 0        | 8     | 0     |
| R. C. D. Espanyol "B" · España | 2.ª B         | 2001-02       | 35    | 0     | —                   | —                   | —                          | —                          | 4        | 0        | 39    | 0     |
| R. C. D. Espanyol "B" · España | 2.ª B         | 2002-03       | 24    | 0     | —                   | —                   | —                          | —                          | —        | —        | 24    | 0     |
| R. C. D. Espanyol "B" · España | 2.ª B         | 2003-04       | 17    | 1     | —                   | —                   | —                          | —                          | —        | —        | 17    | 1     |
| R. C. D. Espanyol "B" · España | Total club    | Total club    | 82    | 1     | —                   | —                   | —                          | —                          | 6        | 0        | 88    | 1     |
| R. C. D. Espanyol · España | 1.ª           | 2002-03       | 6     | 0     | 1                   | 0                   | —                          | —                          | —        | —        | 7     | 0     |
| R. C. D. Espanyol · España | 1.ª           | 2003-04       | 9     | 0     | 1                   | 0                   | —                          | —                          | —        | —        | 10    | 0     |
| R. C. D. Espanyol · España | 1.ª           | 2004-05       | 21    | 1     | 1                   | 0                   | —                          | —                          | —        | —        | 22    | 1     |
| R. C. D. Espanyol · España | 1.ª           | 2005-06       | 34    | 4     | 7                   | 1                   | 8                          | 0                          | —        | —        | 49    | 5     |
| R. C. D. Espanyol · España | 1.ª           | 2006-07       | 36    | 0     | 1                   | 0                   | 14                         | 0                          | 2        | 0        | 53    | 0     |
| R. C. D. Espanyol · España | 1.ª           | 2007-08       | 31    | 1     | 1                   | 0                   | —                          | —                          | —        | —        | 32    | 1     |
| R. C. D. Espanyol · España | 1.ª           | 2008-09       | 36    | 2     | 3                   | 1                   | —                          | —                          | —        | —        | 39    | 3     |
| R. C. D. Espanyol · España | Total club    | Total club    | 173   | 8     | 15                  | 2                   | 22                         | 0                          | 2        | 0        | 212   | 10    |
| Total carrera | Total carrera | Total carrera | 255   | 9     | 15                  | 2                   | 22                         | 0                          | 8        | 0        | 300   | 11    |
| (1) Incluye datos de la Copa del Rey (2002-09). (2) Incluye datos de la Copa de la UEFA (2005-07). (3) Incluye datos de la Promoción de ascenso a Segunda División de España (2001-02) y Supercopa de España (2006). |               |               |       |       |                     |                     |                            |                            |          |          |       |       |

## Palmarés

### Títulos regionales
| Título        | Club              | Región   | Año  |
| ------------- | ----------------- | -------- | ---- |
| Copa Cataluña | R. C. D. Espanyol | Cataluña | 2006 |

### Títulos nacionales
| Título       | Club              | País   | Año  |
| ------------ | ----------------- | ------ | ---- |
| Copa del Rey | R. C. D. Espanyol | España | 2006 |

### Títulos internacionales
| Título                    | Club                       | Sede    | Año  |
| ------------------------- | -------------------------- | ------- | ---- |
| Campeonato Europeo Sub-19 | Selección sub-19 de España | Noruega | 2002 |